# Les Ciernes-Picat
Les Siernes Picaz est le nom d'un hameau et d'un site préhistorique de Suisse, situé sur les territoires des communes vaudoises de Château-d'Œx et de Rougemont. Le hameau a également donné son nom, avec le lieu-dit voisin des Bimis, au district franc fédéral les Bimis-Siernes Picaz.
Jusqu'à la nomenclature officielle des rues de la commune de Château d'Oex, il existait plusieurs autres orthographes pour le nom du hameau, par exemple: Ciernes-Picat ou Sciernes-Picaz. Une nouvelle orthographe est alors choisie.

## Description du site
Le site archéologique, sur lequel a été mis au jour une structure mésolithique à trapèze asymétrique, est inscrit comme bien culturel d'importance nationale. 